# Tenmusu

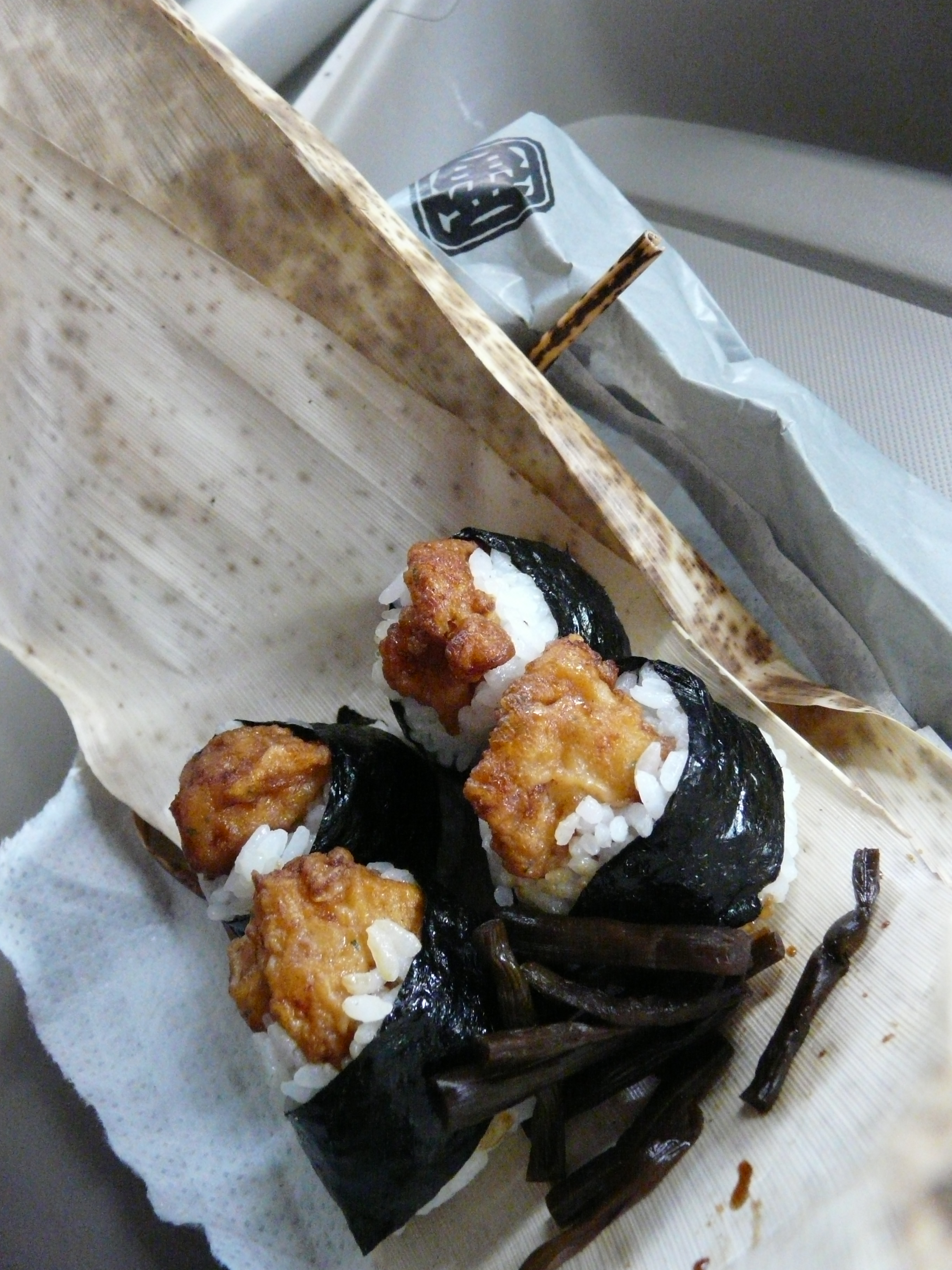
Tenmusu

Tenmusu, còn được đánh vần là ten-musu, là một món ăn trong ẩm thực Nhật Bản bao gồm một nắm cơm được bọc với nori nhân tôm chiên giòn. Tenmusu đôi khi bao gồm như một phần thức ăn trong hộp bento.

## Lịch sử
Tenmusu có nguồn gốc từ vùng Mie của Nhật Bản. Trong thời hiện đại, nó được coi là một món ăn đặc sản của Nagoya, nằm ở vùng Chūbu của Nhật Bản, và là một phần của ẩm thực Nagoya.